# كيفن إليس (سياسي)
كيفن إليس (بالإنجليزية: Kevin Ellis)‏ هو سياسي أسترالي، ولد في 15 مايو 1908 في أستراليا، وتوفي في 22 نوفمبر 1975 في أستراليا. انتخب عضو الجمعية التشريعية نيو ساوث ويلز وانتخب Speaker of the New South Wales Legislative Assembly ‏.